# Marcello Aliprandi
Marcello Aliprandi   (Roma, 2 de gener de 1934 - Roma, 26 d'agost de 1997) va ser un director de cinema italià. A més del seu treball a la televisió i al teatre, va dirigir set llargmetratges, entre ells Corruzione al palazzo di giustizia (1975) i Morte in Vaticano (1982).

## Biografia
Aliprandi va néixer a Roma d'un pare italià i de mare armènia.
A mitjans de la dècada de 1950, Aliprandi va deixar la universitat per matricular-se a l’acadèmia d’art l'Silvio D'Amico. Després de graduar-se, es va convertir en assistent de Luchino Visconti, treballant amb ell tant al teatre com com a ajudant de direcció de la pel·lícula de 1963 Il gattopardo. Més tard, durant la dècada de 1960, Aliprandi va treballar principalment en teatre i com a membre de la Compagnia dei giovani, dirigint diverses obres de teatre i òperes. Va tornar al cinema l'any 1968 com a ajudant de direcció de Fraulein Doktor d’Alberto Lattuada.
El primer llargmetratge dirigit per Aliprandi va ser la pel·lícula de ciència-ficció de 1970 La ragazza di latta, de la qual també va coescriure el guió. Aliprandi va rebre bones crítiques per La ragazza, així com per a les seves dues pel·lícules següents: Corruzione al palazzo di giustizia de 1974 i Un sussurro nel buio del 1976. Però només la segona va ser un èxit comercial. L'última pel·lícula d'Aliprandi a la dècada de 1970, Senza buccia (1979), va ser un fracàs crític i comercial.
Durant tota la dècada de 1980, Aliprandi va treballar principalment a la televisió i al teatre. El seu treball televisiu incloïa el musical de tres parts Hollywood Hello, qui, Broadway!, que comptava amb el coreògraf Bob Fosse interpretant-se a si mateix (Aliprandi i Fosse s'havien conegut mentre Aliprandi visitava els Estats Units). També va representar El zoo de vidre de Tennessee Williams. L'únic llargmetratge que Aliprandi va fer durant aquest període va ser Morte in Vaticano de 1982. Igual que amb el seu llargmetratge anterior, va ser un fracàs comercial.
Juntament amb l'amic Lino Patruno, Aliprandi va fundar la productora Movietone a principis dels anys noranta. Les seves dues últimes pel·lícules van ser Prova di memoria de 1992 i Soldato ignato de 1994. Aquesta darrera pel·lícula va tenir poca distribució, només es va projectar en dos festivals de cinema, un a Itàlia i l'altre al Festival de Gramado del Brasil. Per a la projecció italiana, el crèdit de direcció d'Aliprandi es va donar com a "Daniel Ford".
En avaluar la carrera d'Aliprandi, l'historiador del cinema Roberto Curti va assenyalar que la seva primera associació amb Visconti va donar a Aliprandi un cert nivell de respecte dins la indústria cinematogràfica italiana. Tanmateix, també va assenyalar que Aliprandi mai va aconseguir un gran èxit de crítica. Curti ho va atribuir en gran part a l'estil de direcció d'Aliprandi, que va descriure com "sovint massa estrany i compromès artísticament". Va afegir que, llevat de Senza buccia, les pel·lícules d'Aliprandi eren "personals i tècnicament competents" i tractaven elements fantàstics d'una manera "original i idiosincràtica".

## Filmografia

### Cinema
- La ragazza di latta (1970), pel·lícula de ciència-ficció amb Sydne Rome.[2]
- Corruzione al palazzo di giustizia (1974), protagonitzada per Franco Nero, Martin Balsam i Fernando Rey. Basada em l’obra anònima d’Ugo Betti.[2][9]
- Un sussurro nel buio (1976), thriller psicològic protagonitzat per John Phillip Law i Joseph Cotten.[2][10]
- Senza buccia (1979), comèdia sobre el nudisme basada en el guió d’Ugo Liberatore. Protagonitzada per Ilona Staller.[2]
- Morte in Vaticano (1982), fantasia religiosa llunyanament inspirada en la mort del papa Joan Pau I. Protagonitzada per Terence Stamp i Fabrizio Bentivoglio.[3][7]
- Prova di memoria (1992), thriller rodat a Praga protagonitzat per Franco Nero.[7][11]
- Soldato ignoti (1995), drama fantàstic sobre la Segona Guerra Mundial.[12][7]

Cinc d'aquestes pel·lícules van tenir les seves partitures musicals escrites per Pino Donaggio. Les dues que no van ser La ragazza di latta i Prova di memoria.

### Televisió
NOTA: Llista incompleta.
- Quasi Davvero (1978)[14]
- Hello Hollywood, qui Broadway! (1981), musical protagonitzat per Bob Fosse
- La mano indemoniata (1981), fantasia de Massimo Bontempelli amb Cochi Ponzoni[15]
- The Glass Menagerie (1983)[8]
- I ragazzi della valle misteriosa (1984), amb Kim Rossi Stuart i Alessandro Haber.[16]
- Quando ancora non c'erano i Beatles (1988), minisèrie musical amb Lucrezia Lante della Rovere i Anita Ekberg. Aliprandi va coescriure el guió.[17][18]

### Escena
NOTA: La llista és incompleta.
- Caro Bugiardo (1962), quatre representacions a La Fenice de Venècia. Alliprandi fou ajudant del director.[19]
- My Fair Lady (1964), única representació al Teatro La Fenice. Alliprandi va ser co-director.[19]
- L'Isola (1964), al Festival dei due mondi de Spoleto.[20]